# Giacomo Monzino

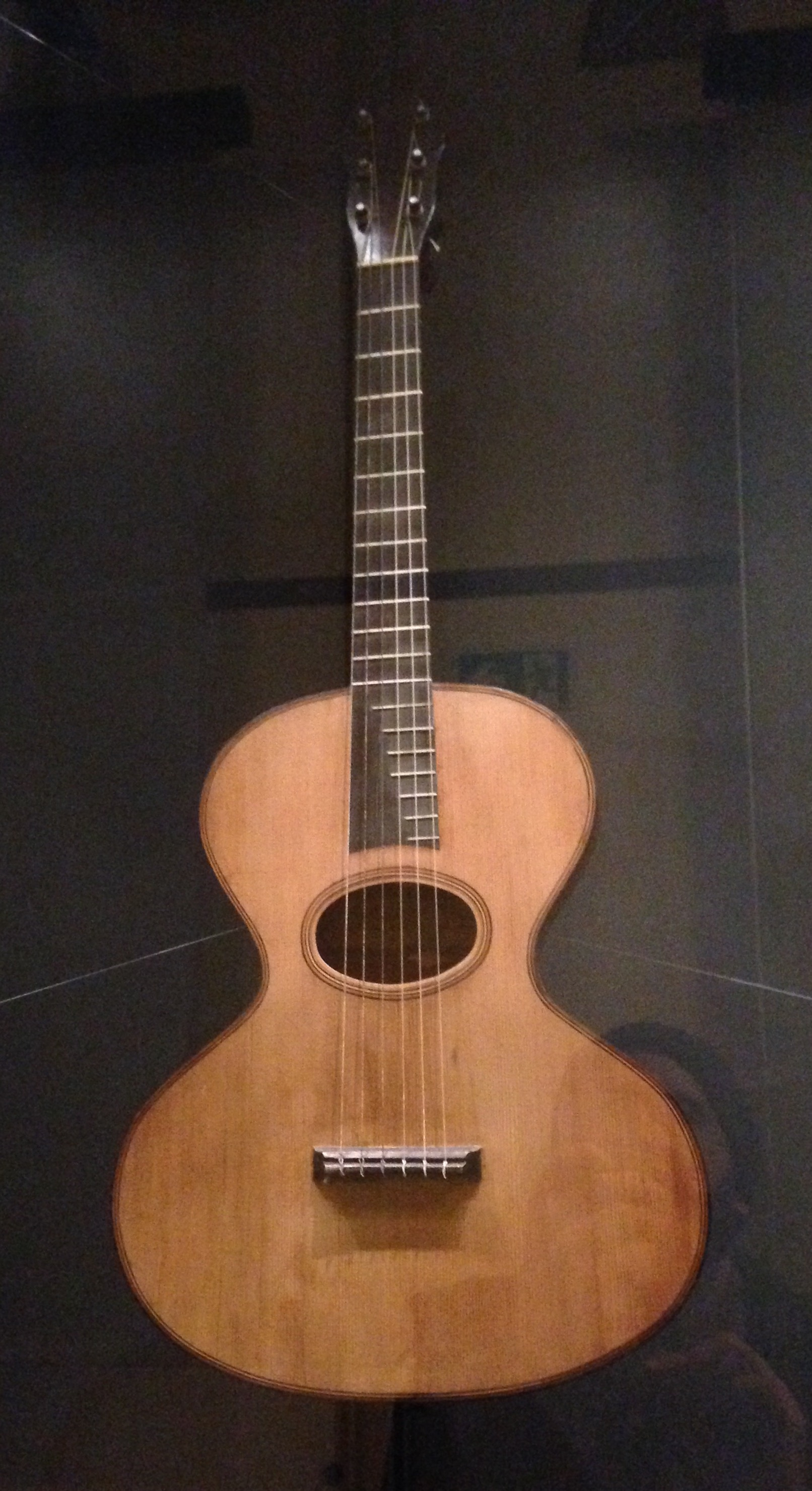

Giacomo Antonio Monzino (* 1772 in Mailand; † 1854) war ein italienischer Gitarrist, Komponist und Instrumentenbauer.
Monzino stammte aus der zweiten Generation einer Mailänder Musikerfamilie. Sein Vater Antonio gründete um 1750 die Instrumentenbauwerkstatt Monzino in Mailand. Hier wurden vor allem Gitarren und Gitarrenharfen hergestellt. Das Unternehmen produziert bis heute Instrumente und Musikalien.
Giacomo Monzino lernte ursprünglich Violine und erst später Gitarre. Er schrieb aber vornehmlich Werke für die Gitarre. Die ersten 10 Opusnummern seiner Werke wurden im familieneigenen Verlag veröffentlicht. Die Opusnummer 11, eine Sonate für Gitarre Solo, erschien um 1809 bei Ricordi in Mailand.